# 蘇文洪
蘇文洪，山東恩縣人。明朝進士、政治人物。

## 生平
洪武十八年（1385年），孫文義中式三甲第六十五名進士。